# YAJICO GIRL
YAJICO GIRL（ヤジコ・ガール）は、日本の5人組バンド。所属事務所およびレーベルはMASH A&R。略称は「ヤジコ」。

## 概要
2012年、大阪の千里高校のフォークソング部にて結成。
2015年3月高校卒業を機に「YAJICO GIRL」に改名。オリジナルの制作を始める。
バンド名は、メンバーが当時好きだった女の子の頭文字から取った。
関西のライブハウスが主催する『十代白書2016』・10代限定の音楽コンテスト『未確認フェスティバル2016』・THE ORAL CIGARETTESやフレデリックらを輩出した『MASH FIGHT!』にてグランプリを受賞。
『出れんの!?サマソニI?2016』を通過『SUMMER SONIC』への出演も果たす。
2019年リリースの「インドア」を境に自らの活動スタンスを「Indoor Newtown Collective」と名付け活動している。
2020年にメンバー全員で大阪から上京。

## メンバー
四方 颯人（しかた りゅうと、1996年6月8日（29歳） - ）- ボーカル。
全楽曲の作詞作曲を担当。
ポッドキャスト番組「ヤジラジ！」MC。
関西学院大学社会学部卒業。
吉見 和起（よしみ かずき、1996年7月18日（28歳） - ）- ギター。
ポッドキャスト番組「ヤジラジ！」MC。
同志社大学グローバル地域文化学部グローバル地域文化学科アメリカコース卒。
榎本 陸（えのもと りく、1996年5月7日（29歳） - ）- ムードメーカー。
ポッドキャスト番組「ヤジラジ！」MC。
関西大学中退。
武志 綜真（たけし そうま、1997年1月21日（28歳） - ）- ベース・コーラス。
同志社大学卒。
麻雀のプロ資格を持っている(日本プロ麻雀協会19期後期)。
古谷 駿（ふるたに しゅん、1996年6月4日（29歳） - ）- ドラムス。
京都工芸繊維大学卒。
ミュージックビデオの撮影/編集、CDジャケット・グッズデザイン等アートワークのクリエイティブを全ておこなっている。

## 音楽性
高校時代、軽音学部にて様々な曲をコピーする。ELLEGARDEN・BUMP OF CHICKENなどの邦楽に加え、WeezerやNirvanaなどの洋楽もコピーする。その影響もあり、しばらくはギターロックを基調とした作曲をしていた。
2016年のFrank Oceanの『Blonde』ボーカル四方 颯人が衝撃を受け、そこから少しずつ音楽性にも変化が見られた。
2017年の『沈百景』リリースから『インドア』リリースまでには2年かかっているが、これは四方含めたメンバーの音楽性の変化のための時間であった。四方がR&Bや、アンビエントに影響を受けたデモ曲を当初メンバーは「どうアレンジしたら良いかわからない」と戸惑ったらしい。その中でも、四方主導で作曲を進めていき、2019年6月「NIGHTS」をリリース。同時代性に沿った作品群として、2019年8月アルバム「インドア」をリリース。
その後もゴスペルやヒップホップなど海外のカルチャーの影響も受け、四方主導で製作した「インドア」を基盤に、2020年に2月から配信シングルを重ね、2021年2月アルバム「アウトドア」をリリース。

## 来歴

### 2012年
メンバー5人が大阪の千里高校に入学。フォークソング部で出会う。

### 2013年
初めてライブハウスに出演する。

### 2014年
フォークソング部を引退。学業に専念する。

### 2015年
メンバー、それぞれ大学に進学。
オリジナルの制作を開始、バンド名を「YAJICO GIRL」に改名。
「未確認フェスティバル2015」2次審査で敗退。

#### リリース
自主シングル「スーパードライ/Casablanca」をリリース

### 2016年

#### リリース
自主EP「いえろう」リリース
アルバム「ひとり街」リリース

#### オーディション戦歴
「十代白書」グランプリ受賞
「出れんの!?サマソニ!?」入賞。「サマーソニック2016」に出演。
「未確認フェスティバル2016」グランプリ受賞
「eo Music Try 2016」準グランプリ受賞
「MASH FIGHT」グランプリ受賞

### 2017年

#### リリース
アルバム「沈百景」リリース

#### 2月
「ヤジヤジしようぜ！vol.1」開催

#### 8月
「未確認フェスティバル2017」オープニングアクトで出演

#### 9月
「ヤジヤジしようぜ！vol.2」開催

### 2019年

#### リリース
アルバム「インドア」リリース

#### 3月
メンバー3人が大学を卒業。

#### 9月
「ヤジヤジしようぜ！vol.3〜やじこの番です〜」開催 ※初ワンマン

### 2020年

#### 1月
メンバー全員で上京

##### 2月
シングル「街の中で」配信リリース

##### 3月
シングル「セゾン」配信リリース

##### 8月
シングル「WAV」配信リリース
「ヤジヤジしようぜ！vol.4」開催

##### 9月
シングル「Futura」配信リリース

##### 12月
シングル「FIVE」配信リリース

### 2021年

#### 1月
シングル 「Surfing」配信リリース

#### 2月
アルバム「アウトドア」配信リリース

#### 3月
「ヤジヤジしようぜ！vol.5〜Outdoor release party〜」開催

##### 7月
シングル「Life Goes On」配信リリース

##### 8月
シングル「雑談」配信リリース

#### 10月
「ヤジヤジしようぜ！vol.6」開催

### 2022年

#### 1月
1月19日「Retrospective EP」配信リリース
1月30日「YAJICOLABO 2022 "OSAKA”」@梅田CLUB QUATTRO開催

#### 2月
2月5日「YAJICOLABO 2022 "TOKYO"」@渋谷CLUB QUATTRO開催

#### 12月
12月18日「YAJICOLABO 2023」@梅田CLUB QUATTRO開催

### 2023年

#### 1月
1月7日「YAJICOLABO 2023」@渋谷CLUB QUATTRO開催

##### 2月
2月19日 シングル「流浪」配信リリース

##### 3月
3月8日 1st Full Album「Indoor Newtown Collective」リリース

##### 5月
5月13日・21日・28日 「ヤジヤジしようぜ! vol.8」

##### 10月
10月1日〜11月18日 「みんなコレクティブ～全国でコラボTOUR～」

### 2024年
1月13日・27日　「YAJICOLABO 2024」開催

## ディスコグラフィー
| 発売日     | タイトル                                 | 収録曲                                                |                  |
| ---------- | ---------------------------------------- | ----------------------------------------------------- | ---------------- |
| 2015.11.15 | スーパードライ/Casablanca                | 1.スーパードライ 2.Casablanca                         |                  |
| 2016.03.28 | いえろう - EP                            | 1.Write Town 2.いえろう 3.ドライブレール 4.Casablanca |                  |
| 2019.06.19 | NIGHTS                                   | 1.NIGHTS                                              | デジタルリリース |
| 2020.02.26 | 街の中で                                 | 1.街の中で                                            | デジタルリリース |
| 2020.03.18 | セゾン                                   | 1.セゾン                                              | デジタルリリース |
| 2020.08.05 | WAV                                      | 1.WAV                                                 | デジタルリリース |
| 2020.09.30 | Futura                                   | 1.Futura                                              | デジタルリリース |
| 2020.12.02 | FIVE                                     | 1.FIVE                                                | デジタルリリース |
| 2021.01.27 | Surfing                                  | 1.Surfing                                             | デジタルリリース |
| 2021.07.28 | Life Goes On                             | 1.Life Goes On                                        | デジタルリリース |
| 2021.08.25 | 雑談                                     | 1.雑談                                                | デジタルリリース |
| 2021.10.27 | どことなく君は誰かに似ている             | 1.どことなく君は誰かに似ている                        | デジタルリリース |
| 2022.3.9   | 街の中で (with miida and The Department) | 1.街の中で (with miida and The Department)            | デジタルリリース |
| 2022.5.18  | Airride                                  | 1.Airride                                             | デジタルリリース |
| 2022.7.20  | 寝たいんだ                               | 1.寝たいんだ                                          | デジタルリリース |
| 2023.9.27  | 幽霊 (voquote Remix)                     | 1.幽霊 (voquote Remix)                                | デジタルリリース |
| 2023.11.29 | APART                                    | 1.APART                                               | デジタルリリース |
| 2024.2.14  | MissU                                    | 1.MissU                                               | デジタルリリース |

| 発売日     | タイトル                  | 収録曲 |
| ---------- | ------------------------- | --- |
| 2016.09.18 | ひとり街                  | 1.鳴いてるロックンロール 2.MONSTER 3.つまらん夜 4.ハッピーエンドレス 5.いえろう 6.レトロシティ |
| 2017.09.16 | 沈百景                    | 1.光る予感 2.PARK LIGHT 3.ロマンとロマンス 4.サラバ 5.黒い海 |
| 2019.08.07 | インドア                  | 1.NIGHTS 2.ニュータウン 3.汽水域 4.ニケ 5.indoor 6.熱が醒めるまで 7.CLASH MIND 8.IMMORTAL 9.2019 |
| 2021.02.17 | アウトドア                | 1.Futura 2.WAV 3.街の中で 4.Surfing 5.FIVE 6.ただいま 7.今夜は眠らないで 8.セゾン 9.わかったよ / PARASITE 10.Better |
| 2022.01.19 | Retrospective EP          | 1.雑談 2.VIDEO BOY 3.どことなく君は誰かに似ている 4.チルドレン 5.Life Goes On |
| 2022.11.9  | 幽霊                      | 1.幽霊 2.Airride 3.寝たいんだ 4.美しき町 |
| 2023.03.08 | Indoor Newtown Collective | 1. 流浪 2. 幽霊 3. 雑談 4. 街の中で 5. alone 6. FIVE 7. 忘れさせて 8. NIGHTS 9. 寝たいんだ 10. Airride 11. Better 12. city 13. だりぃ 14. VIDEO BOY 15. indoor 16. IMMORTAL 17. わかったよ / PARISITE 18. 休暇 19. いえろう (INC ver.) ※CDのみ収録 |

## タイアップ一覧
| 使用年 | 曲名   | タイアップ                                  |
| ------ | ------ | ------------------------------------------- |
| 2021年 | Better | ABEMA『ABEMA Prime』5月度エンディングテーマ |